# Moscato di Noto liquoroso
Il Moscato di Noto liquoroso è un vino a DOC che può essere prodotto nei comuni di Noto, Rosolini, Pachino, Avola tutti in provincia di Siracusa.

## Vitigni con cui è consentito produrlo
- Moscato bianco 100%

## Tecniche produttive
La sua gradazione alcolica deriva in parte dalla fermentazione delle uve (6,5%) ed in parte dall'aggiunta di etanolo di provenienza enologica. Dopo 5 mesi dall'alcolizzazione può essere commercializzato.

## Caratteristiche organolettiche
- colore: giallo dorato più o meno intenso;
- profumo: delicato, fragrante di Moscato;
- sapore: dolce, gradevole, caldo, vellutato;

## Produzione
Provincia, stagione, volume in ettolitri